# Бабл-чай

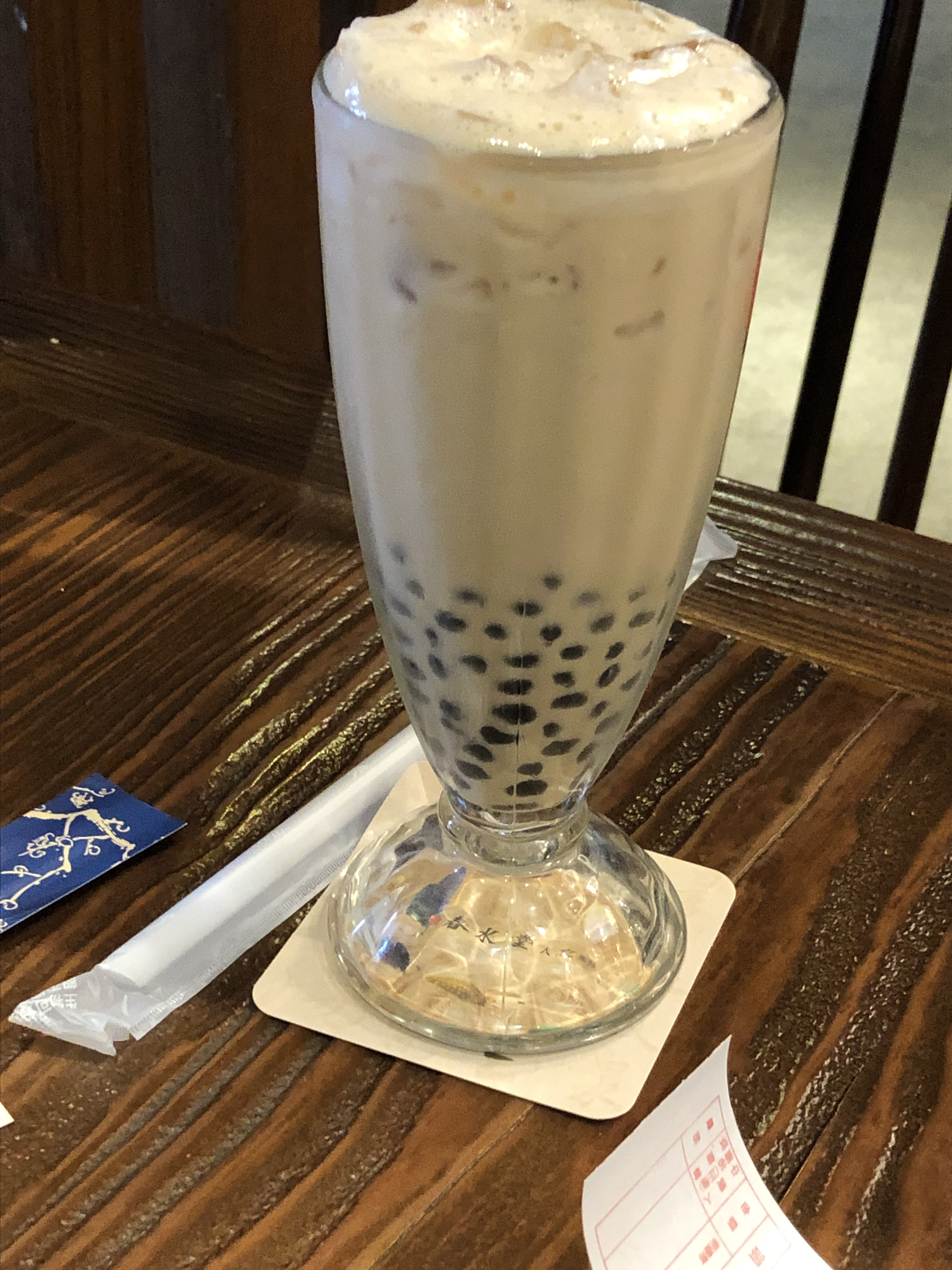
Бабл-ти с тапиокой и пенкой

Бабл-чай, бабл-ти (англ. bubble tea — чай с пузырьками) — напиток из чая с молоком, с добавлением желейных шариков с соком внутри (джус-болы) или шариков из тапиоки. Бабл-ти может быть как горячим (с тапиокой), так и холодным (с тапиокой или джус-болами).

## История
Бабл-Чай впервые появился на Тайване в начале 1980-х годов. Считается, что начало положила Линь Сюхуэ́й (кит. 林秀慧, пиньинь Lín Xiùhuì, англ. Lin Hsui Hui) в кафе «Чуньшуйта́н» (кит. 春水堂, пиньинь Chūnshuǐtáng, англ. Chun Shui Tang) города Тайчжун, когда она добавила местный десерт, фэньюа́нь (кит. трад. 粉圓, упр. 粉圆, пиньинь fěnyuán), в холодный чай, на котором до того кафе специализировалось.
По другим сведениям[каким?] старейший известный пенный чай состоял из смеси горячего чёрного чая, маленьких шариков тапиоки, сгущённого молока и сиропа или мёда. Появившиеся впоследствии варианты обычно используют холодный чай, а также зелёный чай или чай с жасмином вместо чёрного.
Большие шарики тапиоки быстро вытеснили маленькие. Появились добавки груши и сливы, затем других фруктов, пока в некоторых вариантах чай не был полностью заменён на фрукты.
В конце XX века появились кафе, целиком посвящённые жемчужному чаю, подобно фруктовым барам 1990-х годов.
Некоторые кафе закрывают стакан полусферическим куполом из пластика; другие запечатывают стакан целлофаном с помощью специальной машины. Для питья используются широкие соломинки, через которые могут пройти шарики.

## Рецепт

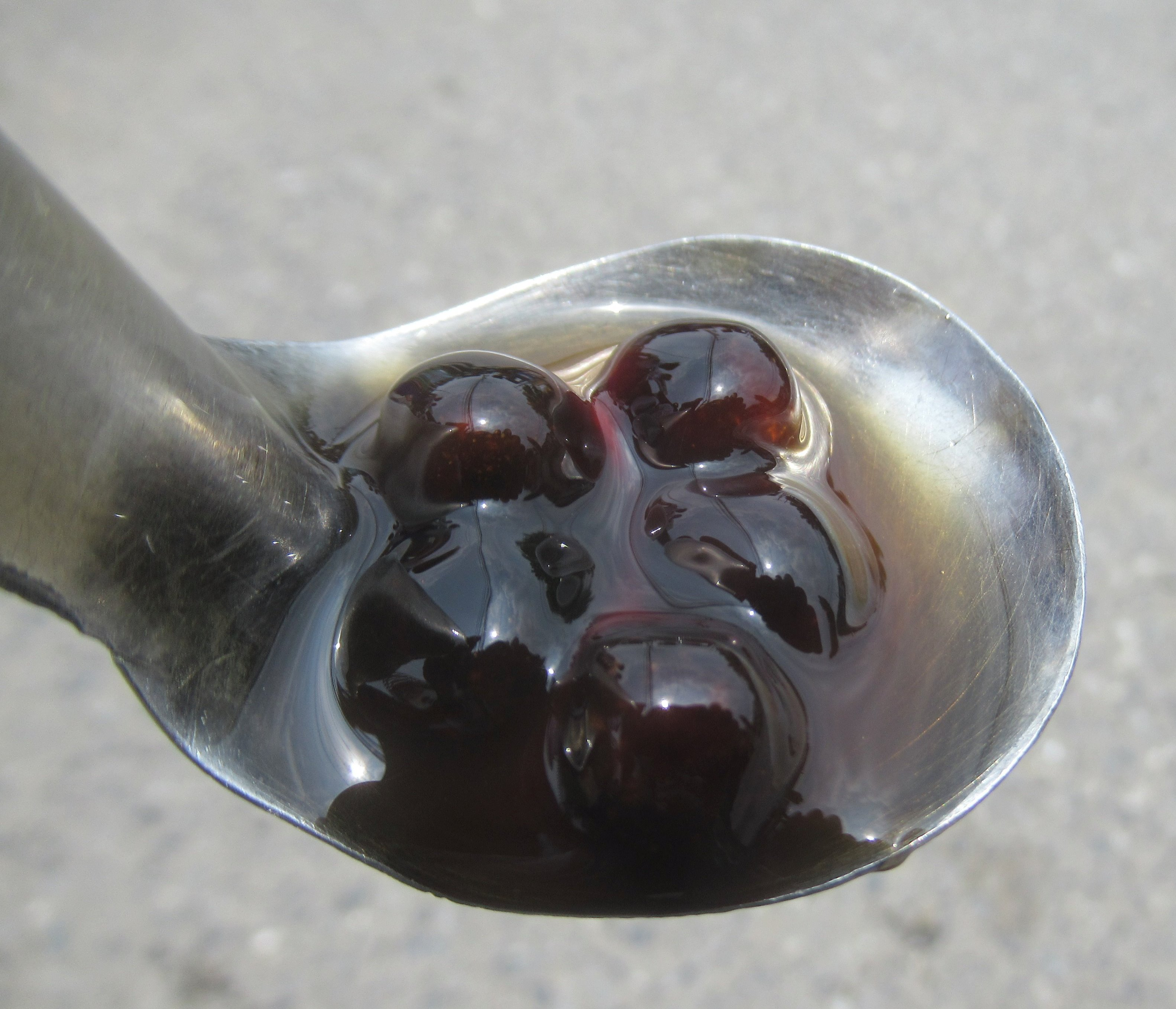
Шарики тапиоки

Ингредиенты чая с шариками варьируют в зависимости от чайной основы. Как правило, используются различные сорта чёрного и зелёного чая, чая улун, а иногда и белого чая. Вариация под названием «юанья́н» (кит. трад. 鴛鴦, упр. 鸳鸯, пиньинь yuān yāng), названная в честь утки-мандаринки) возникла в Гонконге и состоит из чёрного чая, кофе и молока. Встречаются также фруктовые коктейли, которые содержат как чай, так и фрукты. Хотя чай с шариками появился на Тайване, некоторые кафе добавляют пряности и специи из других стран, а также сиропы. Например, популярность приобретают цветы гибискуса, шафран, кардамон и розовая вода.
Формы кусочков желе разнообразны: маленькие кубики, звёздочки или прямоугольные полоски, различается и вкус: кокос, коньяк, личи, травы, манго, кофе и зелёный чай. Для придания дополнительных оттенков вкуса и текстуры используются пасты из адзуки или бобов мунг — типичные начинки для тайваньских десертов со льдом. Алоэ, заварной крем и саго также применяются в большинстве чайных.
Наиболее популярная добавка к бабл-ти в азиатских странах — кристаллы цуй бо-бо. Цуй бо-бо делаются из корня растения конжак. В магазинах 7-eleven цуй бо-бо используют со всеми бабл-ти коктейлями, так как эти кристаллы из конжака уже готовы и их не надо варить, в отличие от шариков тапиоки.
«Поппинг Боба» — это шарики с оболочкой, внутри которой находятся фруктовые соки или сиропы со множеством вкусов: манго, личи, клубники, зелёного яблока, маракуйи, граната, апельсина, канталупы, черники, кофе, шоколада, йогурта, киви, персика, банана, лайма, вишни, ананаса, красной гуавы и др.